# Peștera cu Perle
Peștera cu Perle (monument al naturii) este o arie naturală protejată de interes național ce corespunde categoriei a III-a IUCN (rezervație naturală de tip speologic), situată în județul Vâlcea, pe teritoriul administrativ al orașului Băile Olănești.

## Descriere
Aria naturală aflată în Munții Căpățânii, la o altitudine de 1.100 m, în bazinul superior al râului Cheia, are o suprafață de 0,50 hectare și este inclusă în Parcul Național Buila-Vânturarița.
Rezervația narturală din abruptul Cheilor Cheii, declarată arie protejată prin Legea Nr.5 din 6 martie 2000 (privind aprobarea Planului de amenajare a teritoriului național - Secțiunea a III-a - zone protejate), reprezintă o cavernă (peșteră) cu mai multe forme concreționare sub formă de perle, ce adăpostește faună  constituită din resturi fosile de urs de peșteră.